# Hyeonjong
Hyeonjong (né le 15 mars 1641 et mort le 17 septembre 1675) est le dix-huitième roi de la Corée en période Joseon.
Il a régné du 23 juin 1659 jusqu'à sa mort.